# Acanthops godmani
Acanthops godmani är en bönsyrseart som beskrevs av Henri Saussure och Leo Zehntner 1894. Acanthops godmani ingår i släktet Acanthops och familjen Acanthopidae. Inga underarter finns listade i Catalogue of Life.